# Thirteen from the twenty first
Thirteen from the twenty first is het eerste studioalbum van de Britse muziekgroep Karda Estra. Karda Estra was toen nog een band, later zou blijken dat die band eigenlijk alleen uit Richard Wileman zou bestaan. Voor het genre dat Karda Estra speelde was toen nog geen naam, later classificeerde men het als neoklassieke muziek. Het album is opgenomen gedurende maanden juni 1998 tot september 1999 in de privégeluidsstudio van Wileman Twenty first geheten.   

## Musici
- Richard Wileman – akoestische en klassieke  gitaar, basgitaar, toetsinstrumenten, samples, slagwerk, percussie, geluidseffecten
- Ileesha Bailey – zang
- Caron Hansford – hobo, althobo, fagot
- Zoë King – dwarsfluit, saxofoon, klarinet
- Rachel Larkins – viool en altviool

## Muziek
Alles gecomponeerd door Wileman

| Nr. | Titel       | nummer                                 | Duur |
| --- | ----------- | -------------------------------------- | ---- |
| 1.  | Surrealisms | Dorothea’s nightmusic/Dorothea Tanning | 3:29 |
| 2.  | Surrealisms | The ribbon of extremes/Yves Tanguy     | 4:09 |
| 3.  | Surrealisms | John Deth/Edward Burra                 | 3:20 |
| 4.  | Surrealisms | Autumn cannibalism/Salvador Dalí       | 3:59 |
| 5.  | Surrealisms | Sleeping Venus/Paul Delvaux            | 2:16 |
| 6.  | Miniatures  | Bathed in light                        | 2:29 |
| 7.  | Miniatures  | The toy musician                       | 2:25 |
| 8.  | Soundtracks | Evolution (theme from The jag man)     | 2:43 |
| 9.  | Soundtracks | Remember me                            | 2:50 |
| 10. | Soundtracks | Soulsearcher                           | 4:39 |
| 11. | Soundtracks | Rex mundi                              | 5:44 |
| 12. | Soundtracks | Repercussions                          | 6:46 |
| 13. | Soundtracks | River                                  | 6:49 |

Surrealisms is muziek gebaseerd op surrealistische kunst, Miniatures verwijst naar de klassieke miniaturen, Soundtracks bevat filmmuziek voor voornamelijk korte films. 